# Ivan Fuqua
Ivan William Fuqua (Decatur, 9 agosto 1909 – Raleigh, 14 gennaio 1994) è stato un velocista statunitense, specializzato nei 400 metri piani e vincitore della medaglia d'oro nella staffetta 4×400 metri ai Giochi olimpici di Los Angeles 1932.

## Biografia
Fuqua è nato a Decatur, Illinois, si è laureato alle scuole superiori di Brazil, dove stabilì record in gare scolastiche su pista e su erba. In seguito ha giocato a football americano e ha continuato ad eccellere in pista all'Università dell'Indiana a Bloomington.
Ai Giochi olimpici di Los Angeles 1932 corse la prima frazione nella staffetta staffetta 4×400 metri vincendo la medaglia d'oro col tempo di 3'08"2. Nel 1933 e nel 1934 Fuqua è stato campione AAA nei 400 m.
Dopo la laurea Ivan Fuqua è diventato allenatore di atletica leggera all'Università del Connecticut. Entrò in Marina durante la seconda guerra mondiale e si congedò col grado di capitano di corvetta. Quindi entra nell'Università Brown come allenatore dal 1947 al 1973. In seguito divenne manager e co-proprietario di un beach-club nel Rhode Island.
Nel 1968 è stato inserito nella Rhode Island Heritage Hall of Fame e nel 1981 entrò nella Brown University Hall of Fame. Ivan Fuqua morì a Raleigh, Carolina del Nord ad 84 anni.

## Palmarès
| Anno | Manifestazione  | Sede        | Evento  | Risultato | Prestazione | Note            |
| ---- | --------------- | ----------- | ------- | --------- | ----------- | --------------- |
| 1932 | Giochi olimpici | Los Angeles | 4×400 m | Oro       | 3'08"2      | Record mondiale |